# Chloroclystis metallospora
Chloroclystis metallospora là một loài bướm đêm thuộc họ Geometridae. Nó được tìm thấy ở Úc.

## Hình ảnh

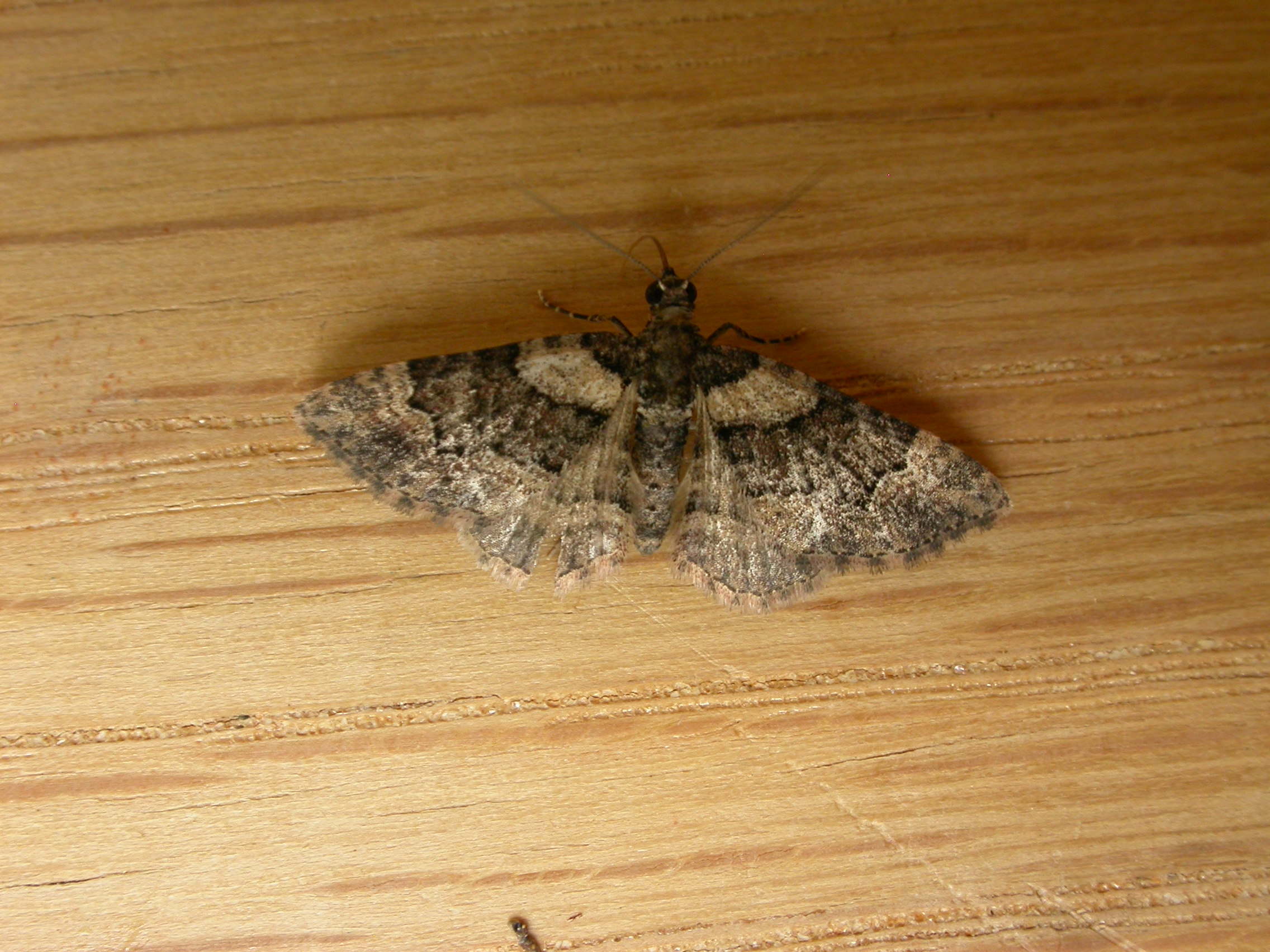
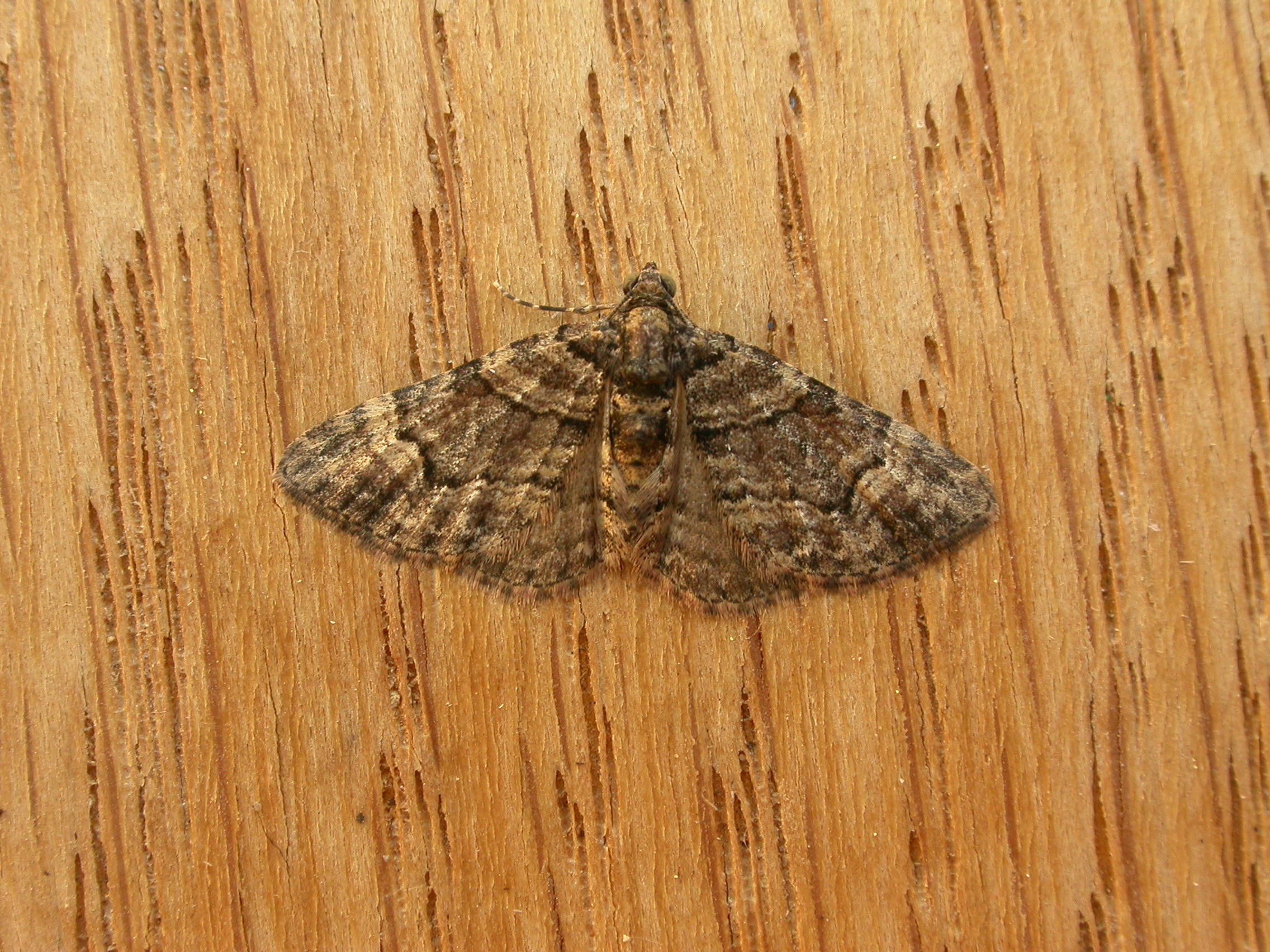
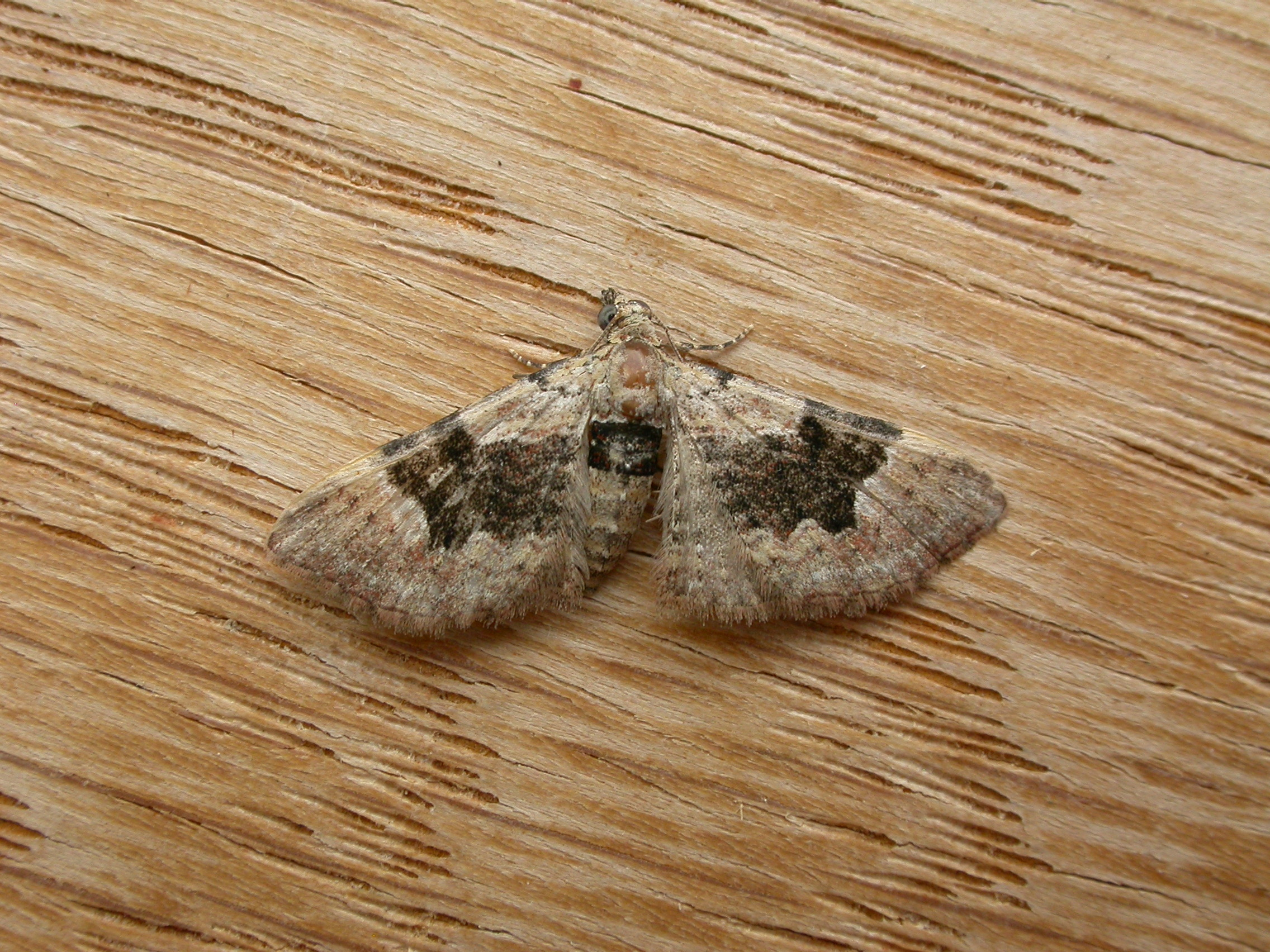
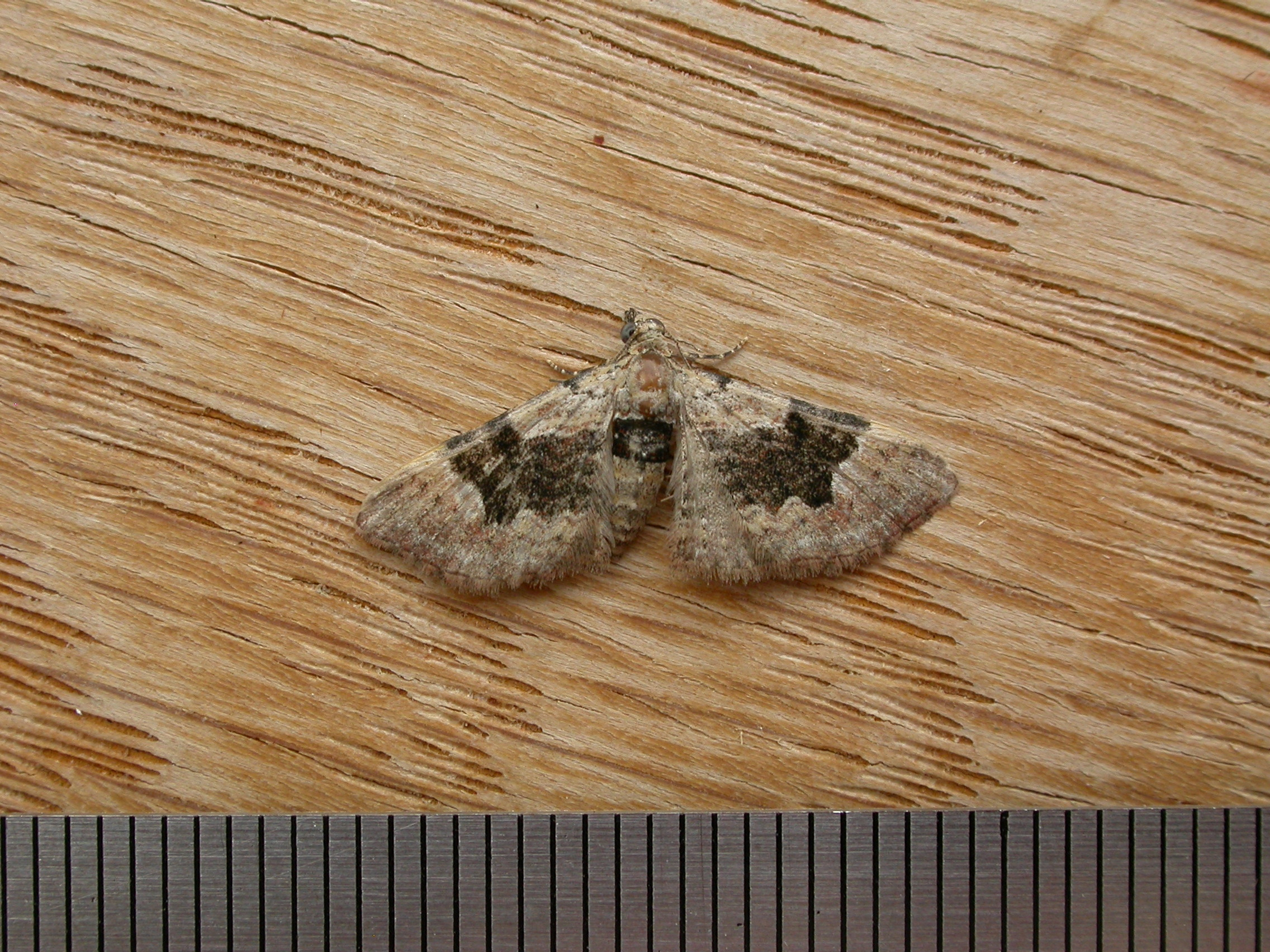